# Johnny Tapia
John Lee Tapia (ur. 13 lutego 1967 w Albuquerque, zm. 27 maja 2012 w Albuquerque) – amerykański bokser, były zawodowy mistrz świata w wagach junior koguciej (do 115 funtów), koguciej (do 118 funtów) i piórkowej (do 126 funtów) organizacji WBA, IBF i WBO.
Karierę zawodową rozpoczął 28 marca 1988. Do lipca 1994 stoczył 27 walk, z których wygrał 26 i 1 zremisował. W tym okresie zdobył tytuły USBA i NABF w wadze junior koguciej.
12 października 1994 w Albuquerque stanął do pojedynku o wakujący tytuł mistrza WBO z reprezentantem Salwadoru Henry Martinezem. Zwyciężył przez techniczny nokaut w jedenastej rundzie i został nowym mistrzem świata. Do marca 1997 tytułu skutecznie bronił dziesięciokrotnie. 18 lipca 1997 w Las Vegas doszło do walki unifikacyjnej z mistrzem IBF rodakiem Danny Romero. Zwyciężył jednogłośnie na punkty i zdobył również pas IBF. W obronie podwójnej korony stoczył dwa zwycięskie pojedynki z Portorykańczykiem Andy Agosto (13 grudnia 1997) oraz z byłym mistrzem IBF w wadze muszej Kolumbijczykiem Rodolfo Blanco (13 lutego 1998), następnie przeniósł się do wagi koguciej i tytuł zawakował.
5 grudnia 1998 w Atlantic City zwyciężył niejednogłośną decyzją sędziów Nanę Konadu z Ghany i został mistrzem WBA. Już w pierwszej obronie tytułu, 26 czerwca 1999 w Las Vegas, przegrał jednogłośnie na punkty z rodakiem Paulie Ayalą i utracił pas mistrzowski. Była to jego pierwsza porażka w karierze zawodowej.
Pół roku później otrzymał kolejną szansę walki o tytuł, tym razem federacji WBO. 8 stycznia 2000 w Albuquerque zwyciężył jednogłośnie na punkty Jorge Eliciera Julio z Kolumbii i ponownie został mistrzem świata. 6 maja w obronie pasa pokonał Argentyńczyka Pedro Javiera Torresa, a we wrześniu przeniósł się do wyższej kategorii i tytuł zawakował.
Po ponownej porażce, w rewanżowym pojedynku, z Paulie Ayalą (tytuł WBA nie był w stawce) i trzech zwycięstwach między innymi z byłym mistrzem WBC Cesarem Soto stanął przed kolejną szansą zdobycia tytułu mistrza. O pas IBF w wadze piórkowej zmierzył się z wielokrotnym mistrzem tej kategorii Meksykaninem Manuelem Moliną. Po zaciętym pojedynku zwyciężył decyzją większości i został mistrzem świata w trzeciej kategorii wagowej. Pozbawiony został tytułu we wrześniu tego samego roku, kiedy postanowił zmierzyć się z byłym i przyszłym wielokrotnym mistrzem Meksykaninem Marco Antonio Barrerą. Pojedynek przegrał jednogłośnie na punkty.
Ze zmiennym szczęściem walczył aż do roku 2011, kiedy 4 czerwca w wieku 44 lat pokonał Mauricio Pastranę.